# Лонгтаун (Оклахома)
Лонгтаун (енгл. Longtown) насељено је место без административног статуса у америчкој савезној држави Оклахома.

## Демографија
По попису из 2010. године број становника је 2.739, што је 342 (14,3%) становника више него 2000. године.
| Група             | 2000.         | 2010.         |
| Белци             | 2.106 (87,9%) | 2.283 (83,4%) |
| Афроамериканци    | 3 (0,1%)      | 15 (0,5%)     |
| Азијати           | 1 (0,0%)      | 6 (0,2%)      |
| Хиспаноамериканци | 20 (0,8%)     | 48 (1,8%)     |
| Укупно            | 2.397         | 2.739         |